# Fantasound

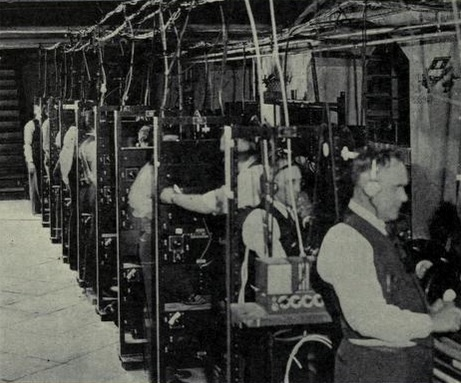
Personal que opera los ocho canales de sonido ubicados en el sótano de la sala.

Fantasound fue uno de los primeros procesos de grabación de sonido estereofónico desarrollado por el ingeniero de sonido William E. Garity y el mezclador John N.A. Hawkins del Estudio Walt Disney entre 1938-1940, para la película de animación Fantasía, creando la primera película comercial con sonido multicanal. Esto llevó al desarrollo de lo que hoy se conoce como sonido envolvente.

## Orígenes

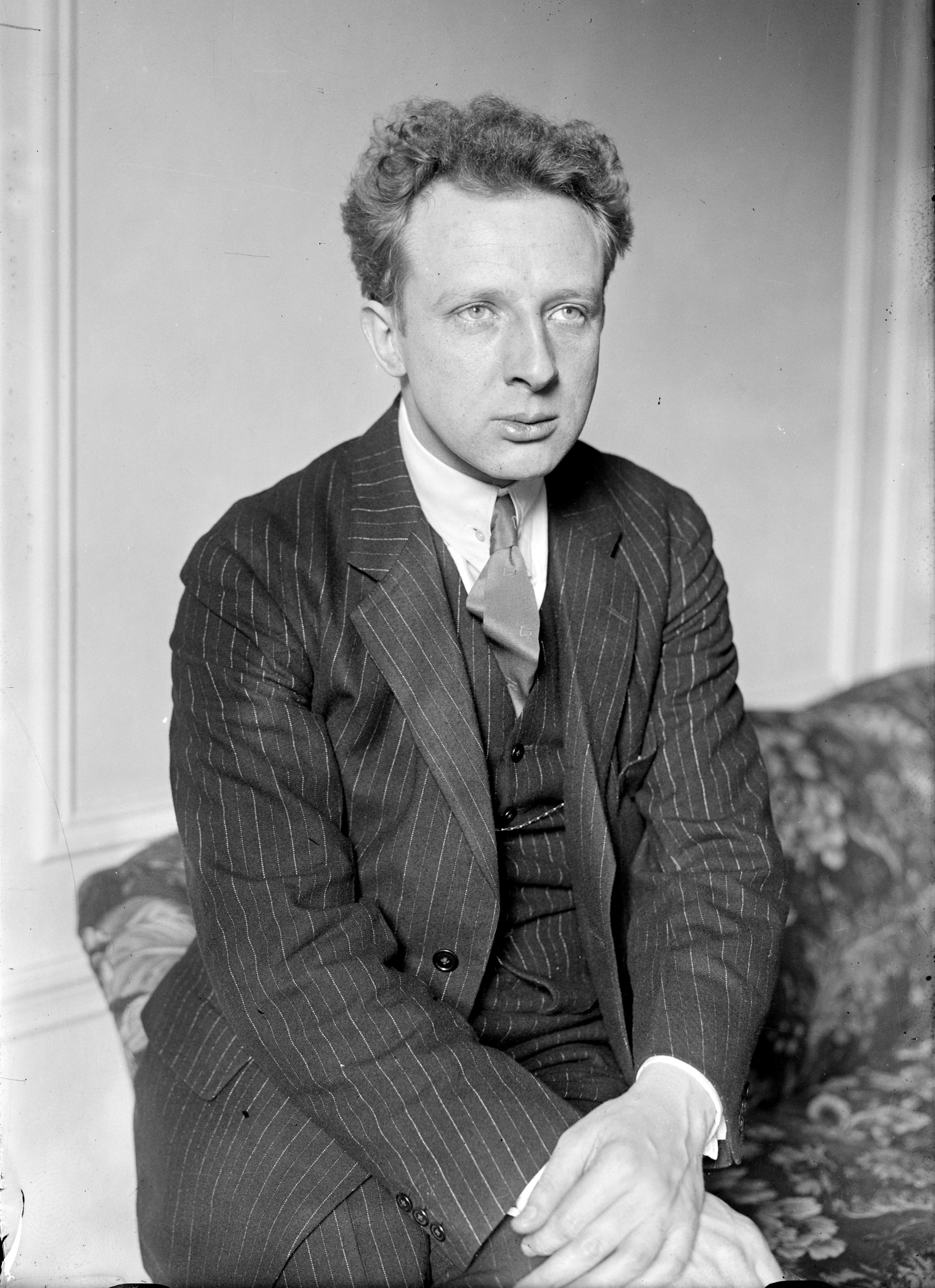
Leopold Stokowski

La idea de Fantasound vino de Walt Disney mismo, quien estaba disgustado con la calidad de los sistemas convencionales de grabación y reproducción de sonido del Cine de animación y del director Leopold Stokowski, quien había participado en grabaciones estereofónicas experimentales en 1931-2 y vivir una larga experiencia en el sonido multicanal en 1933.
Stokowski ya había grabado con un sistema de sonido de nueve pistas en la Academia de música de Filadelfia durante la realización del filme One Hundred Men and a Girl para Universal Pictures en 1937. Pero esta película fue sólo lanzada en sonido monoaural, y se desconoce de alguna versión en estéreo.
Disney había estado presente en la escena de grabación de sonido en enero de 1938 cuando Stokowski dirigió a músicos de estudio para la grabación de la banda sonora de lo que pretendía ser un cortometraje animado de Disney, El aprendiz de brujo. Como se había avanzado en la animación de los dibujos animados y la mezcla de la banda sonora, Disney decidió ampliarlo a una película de cine animado. Él también había apreciado el rico sonido que escuchó durante la grabación. Le pidió a su equipo de ingenieros de sonido, dirigido por William E. Garity , para llegar a una mejor solución que los procesos estándar de grabación de sonido en película por aquel entonces disponibles, los cuales Disney sentía que sonaban metálicos y poco dinámicos para la experiencia que quería que Fantasía fuera. La razón del rango dinámico limitado que las películas ópticas tenían era el alto ruido que tenía la superficie, lo que exigía el uso de compresión de nivel de audio, aumentando los sonidos suaves por lo que se oía por encima del ruido.

## Realización

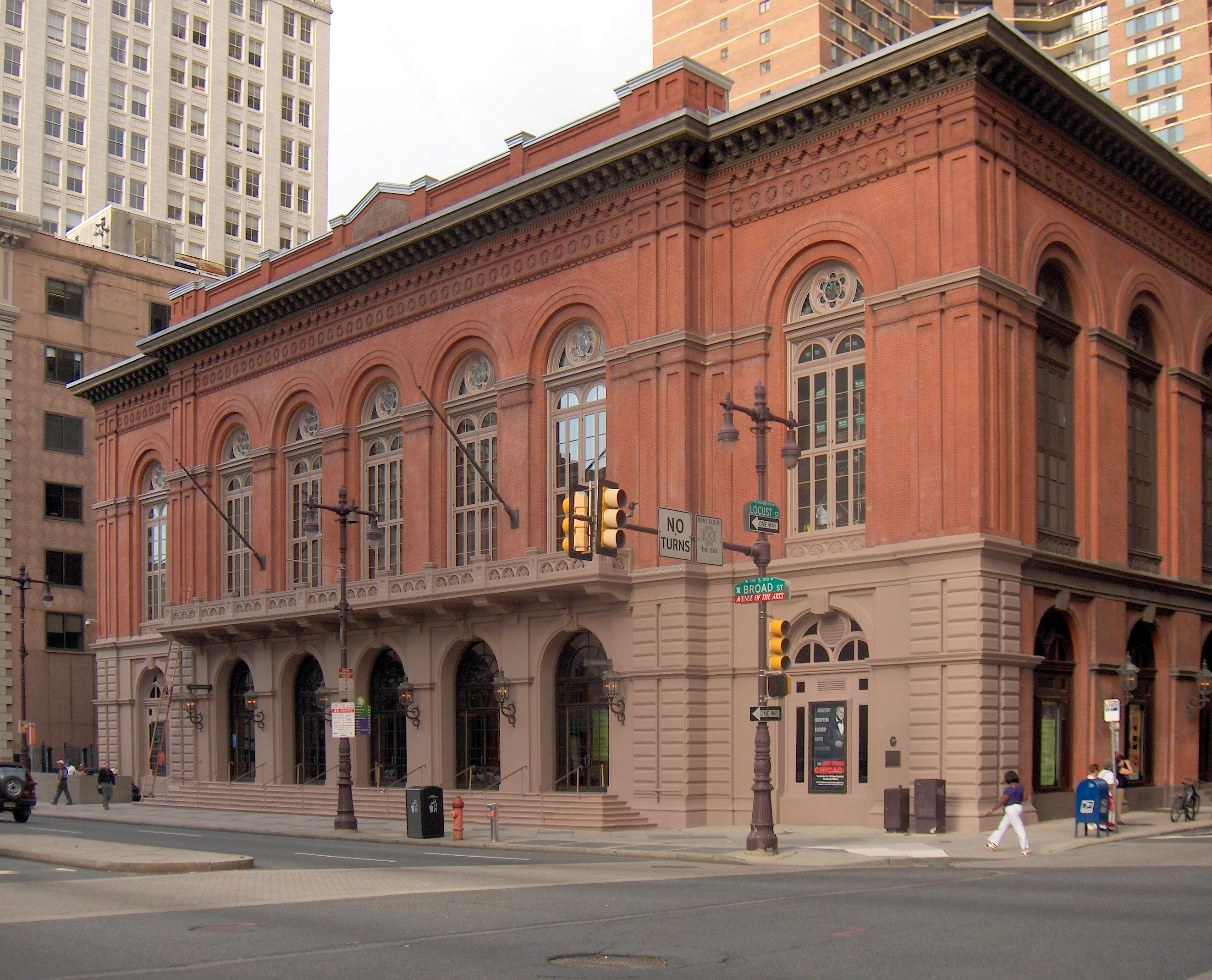
La academia de música de Filadelfia.

Garity y su equipo trabajaron con esmero durante muchos meses para al fin de completar el proceso que llamaron Fantasound. En el proceso Fantasound, se utilizan varios micrófonos para registrar las diferentes partes de un paisaje sonoro (en este caso, una orquesta) en pistas separadas. Toda la música, a excepción de El aprendiz de brujo y las partes vocales del Ave María, se registraron en 1939 en la Academia de Música de Filadelfia, hogar de la Orquesta de dicha ciudad.
El sonido fue grabado en ocho pistas ancho variable: seis fueron las distintas secciones de la orquesta, la séptima fue una mezcla de las seis pistas, y la octava fue de toda la orquesta para captar la reverberación. Estas pistas fueron mezcladas posteriormente en tres pistas ópticas sonoras de ancho doble ancho. Las tres pistas de audio, y una cuarta de "control", fueron impresas en una tira de película 35 mm la cual se sincronizó a un film Technicolor por separado.
La película resultante se ejecutó en una sala que estaba equipada con, (dependiendo de los recursos disponibles) entre 30 y 80 altavoces individuales, instalados tras la pantalla y en todo el perímetro del techo de la misma. Fantasound contó con un amplio rango dinámico que los filmes sonoros convencionales, permitiendo un sonido más fuerte y pleno. Esto se logró mediante la grabación de una pista de control junto con las tres pistas de audio. La pista de control consistió en diversos tonos que corresponden a diferentes niveles de volumen. Estas señales de audio automáticamente ajustan los niveles de volumen de los amplificadores utilizados para reproducir el sonido. Ajustando el volumen en la reproducción también ajusta el nivel de ruido por lo que los pasajes calmos no son absorbidos y pasajes fuertes pueden ser subidos sin distorsión.
El Estudio Walt Disney compró ocho osciladores Modelo 200B (a $ 71.50 cada uno) de Bill Hewlett y Dave Packard para su uso en la certificación de instalaciones Fantasound en los cines, convirtiéndose así en uno de los primeros clientes de Hewlett-Packard Corporation.
Disney también había querido otro grupo de ingenieros para que estudiaran un proceso de filmación de pantalla panorámica el cual tuviera una relación de aspecto de 2.20:1 aproximadamente, la misma que Disney lograría más tarde en el film La bella durmiente (1959), y también un sistema de aerosoles para perfumar con diferentes olores la sala momento apropiado, por ejemplo en el segmento El cascanueces. Estos planes nunca se llevaron a cabo completamente.
El distribuidor de Estudios Walt Disney en ese momento, RKO Radio Pictures se resistió a los gastos adicionales de modificación de cada lugar donde se exhibiera Fantasia con equipamiento de audio adicional, y se retiró de la distribución de la película. Walt Disney se vio obligado a convertirse, por primera vez, en su propio distribuidor, y tuvo que planificar y financiar una gira de exhibición para Fantasia.

## El debut deFantasía

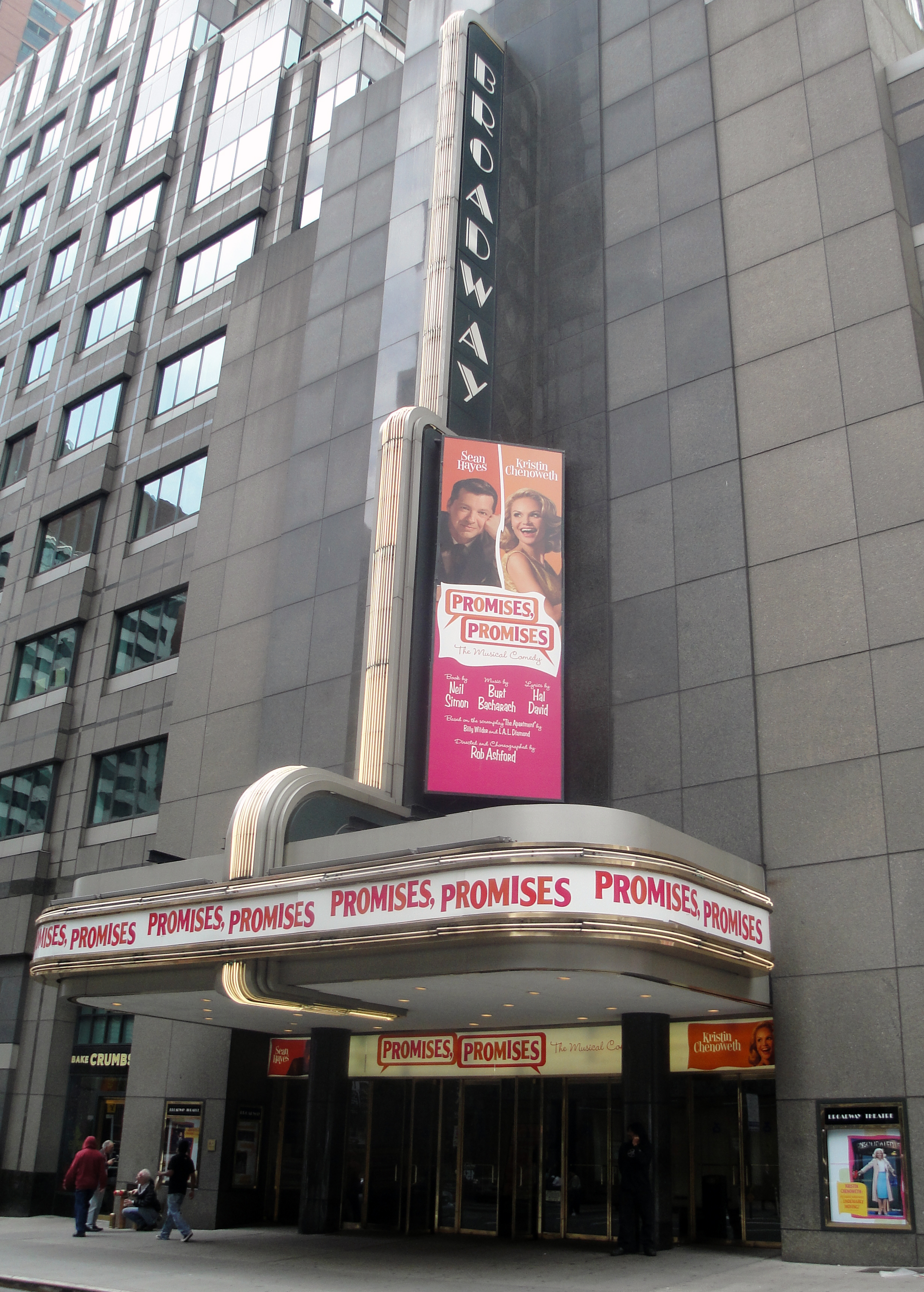
El teatro Broadway en la ciudad de Nueva York.

Fantasía y Fantasound finalmente debutaron en Nueva York el 13 de noviembre de 1940. Fantasound fue aclamado como una maravilla técnica. Pero este sistema de sonido no se expandió más allá de los compromisos iniciales de la gira en Nueva York, Los Ángeles, Boston, Filadelfia, Chicago, Detroit, San Francisco, Baltimore, Washington, Minneapolis, Buffalo, Pittsburgh y Cleveland. William E. Garrity de Disney y Watson Jones, de RCA, más tarde dieron las siguientes razones:
- La cantidad de equipamiento y el tiempo necesario para hacer la instalación.
- Debido a los tiempos de instalación, las salas principales no estaban disponibles para nosotros, como también las casas de primera clase en varias comunidades habían establecido reglas, y la instalación de los equipos en general requerían del cierre de la casa por unos días.
- La llegada de condiciones de la guerra impidió la posibilidad de desarrollar unidades móviles que pudieran haber reducido el tiempo de instalación y los costos.
- Las variaciones en la normativa legal en todo Estados Unidos, en cuanto a personal de operación y las ordenanzas locales, afectados a los gastos de funcionamiento e instalación.
- Los factores del espacio de la sala de proyección, en particular, fue el problema de gran importancia.

Por lo tanto, en abril de 1941, cuando Disney permitió a RKO asumir la distribución Fantasía, la primera cosa que RKO fue hacer una remezcla de la película en sonido monofónico para después recortar la película a 80 minutos.
En 1942, un premio de la Academia especial se le dio "Para Walt Disney, William Garity, John Hawkins NA y la fabricación de la empresa RCA, por su contribución sobresaliente a la promoción del uso del sonido en el cine a través de la producción de Fantasía".

## Restauración
El sonido estereofónico no fue restaurado a Fantasía hasta su lanzamiento posterior en 1956, cuando también se estiró la imagen para adaptarse a las dimensiones de una pantalla panorámica SuperScope. La transferencia de sonido se hizo con líneas telefónicas de alta calidad, porque el equipo Fantasound óptico y el equipo de grabación magnética se encontraban en distintos lugares y no podrán reunirse. Esto dio lugar a una cierta pérdida de respuesta de los agudos, pero las copias mantuvieron el rango dinámico original.
La película fue relanzada en 1982 con una grabación de la banda sonora completamente nueva de la música de la película hecha en estéreo de 16 bits digitales con Irwin Kostal dirigiendo una orquesta de estudio. Esta versión de la película aún no se ha publicado en vídeo doméstico.
Las más recientes reediciones de Fantasía (1990 en salas de cine, 2000 y 2010 en DVD y Blu-ray) restauraron la banda sonora original de Stokowski con una recreación del concepto Fantasound original. Se cree que las copias maestras ópticas de sonido han sido destruidas o deterioradas, por lo que los restauradores modernos utilizaron copias que fueron hechas en el film magnético del relanzamiento de 1956.